# میسونویل، کنتاکی
میسونویل (به انگلیسی: Masonville) یک منطقهٔ مسکونی در ایالات متحده آمریکا است که در شهرستان دیویس، کنتاکی واقع شده‌است. میسونویل ۲۷٫۰ کیلومتر مربع مساحت و ۱٬۰۱۴ نفر جمعیت دارد و ۱۲۹ متر بالاتر از سطح دریا واقع شده‌است.